# Safari de Peaugres
Le safari de Peaugres est un parc zoologique français situé en région Auvergne-Rhône-Alpes, dans le département de l'Ardèche, sur la commune de Peaugres, près d'Annonay. Ouvert en 1974 par Paul de La Panouse, il s'étend sur 80 hectares. Il présente environ 1 000 animaux de 127 espèces.
Il est la propriété du Groupe Thoiry Participations, dont le capital se partage entre la société de capital-investissement Ekkio Capital, la famille de La Panouse et trois autres fonds d'investissement, et qui possède également le parc zoologique de Thoiry, le Zoo Santo Inacio au Portugal et le château du Colombier, en Aveyron. Il est dirigé par la vétérinaire Christelle Vitaud.
Il est membre de l'Association mondiale des zoos et aquariums (WAZA).

## Historique
Le parc est ouvert en 1974 par Paul de La Panouse, sur la demande du Syndicat départemental d’équipement de l'Ardèche.
Le 27 décembre 1994, la première naissance d'orang-outan de Sumatra en France a lieu au safari de Peaugres.
En 1995, une portée exceptionnelle de sept guépards a vu le jour.
Le 18 septembre 2012, naît le premier rhinocéros blanc. Un girafon est également né en 2012.

## Installations et faune présentée

### Parc à pied
Le parc à pied constitue environ la moitié du parc. De nombreuses espèces sont présentes dans des enclos de plusieurs hectares. Le parc à pied comprend également un vivarium.

#### Espace Sud Américain
L'espace sud américain est composé de trois enclos, situés face aux girafes. Un premier enclos accueille des tapirs terrestres, des maras et, depuis 2016, des fourmiliers géants. Une volière est occupée par plusieurs espèces de perroquets sud américains. À la suite de cette volière vivent des loups à crinière.

#### Souterrains du manoir
La cave du manoir était anciennement occupée par le vivarium. À la suite du déménagement de celui-ci, un nocturama est créé en 2014. Le visiteur y pénètre par la volière des harfangs des neiges et pourra y découvrir plusieurs espèces de chauves-souris, des rats et des blattes. La visite se termine par le labyrinthe des miroirs.

#### L'espace aquatique
L'ancien espace de spectacle d'oiseaux en vol libre héberge désormais deux bassins avec vision subaquatique. Le premier accueille une colonie de manchots du cap, tandis que le second, plus grand, est le lieu de vie d'otaries de Californie. Au dessus des otaries un enclos sert de centre de récupération des tortues de Floride.

#### L'espace des singes
Autour d'un ancien bâtiment se trouvent plusieurs îles à singes. Une première accueille des atèles, une seconde des colobes guéréza, et une troisième des mandrills. L'île des mandrills fut utilisée jusqu'en 2001 pour des orangs-outans. Un couple fut hébergé ici mais en 1996, un visiteur ne respectant pas les consignes de sécurité lança de la nourriture dans le bras d'eau encerclant l'enclos. Le jeune né en 1994 voulut aller le chercher et se noya, accompagné de sa mère qui essaya de le sauver et qui mourut quelques heures plus tard. Un autre enclos accueille des saïmiris.
En 2017 est construite une serre, "la serre des minus", dans la cour du bâtiment. Celle-ci accueille plusieurs espèces de petits singes sud américains.

#### La serre aux mille cachettes
En 2012 est construite une serre ayant pour but de remplacer l'ancien vivarium du manoir, devenu obsolète. Cette serre accueille plusieurs espèces de serpents, lézards, tortues, crocodiliens et insectes dans de grands vivariums éclairés naturellement.

#### L'espace griffes et crocs
L'espace griffes et crocs correspond à un enchaînement d'enclos que le visiteur surplombe depuis une passerelle. Un tunnel en verre traverse aussi les enclos des lions et des tigres. Les visiteurs observent successivement des lynx d’Europe, des servals, des panthères des neiges, des guépards, des hyènes tachetées, des lions d’Afrique, des lycaons, des tigres de Sibérie et des loups d’Europe. Un dispositif permettant aux guépards de courir est aussi mis en place.

### Parc à voiture

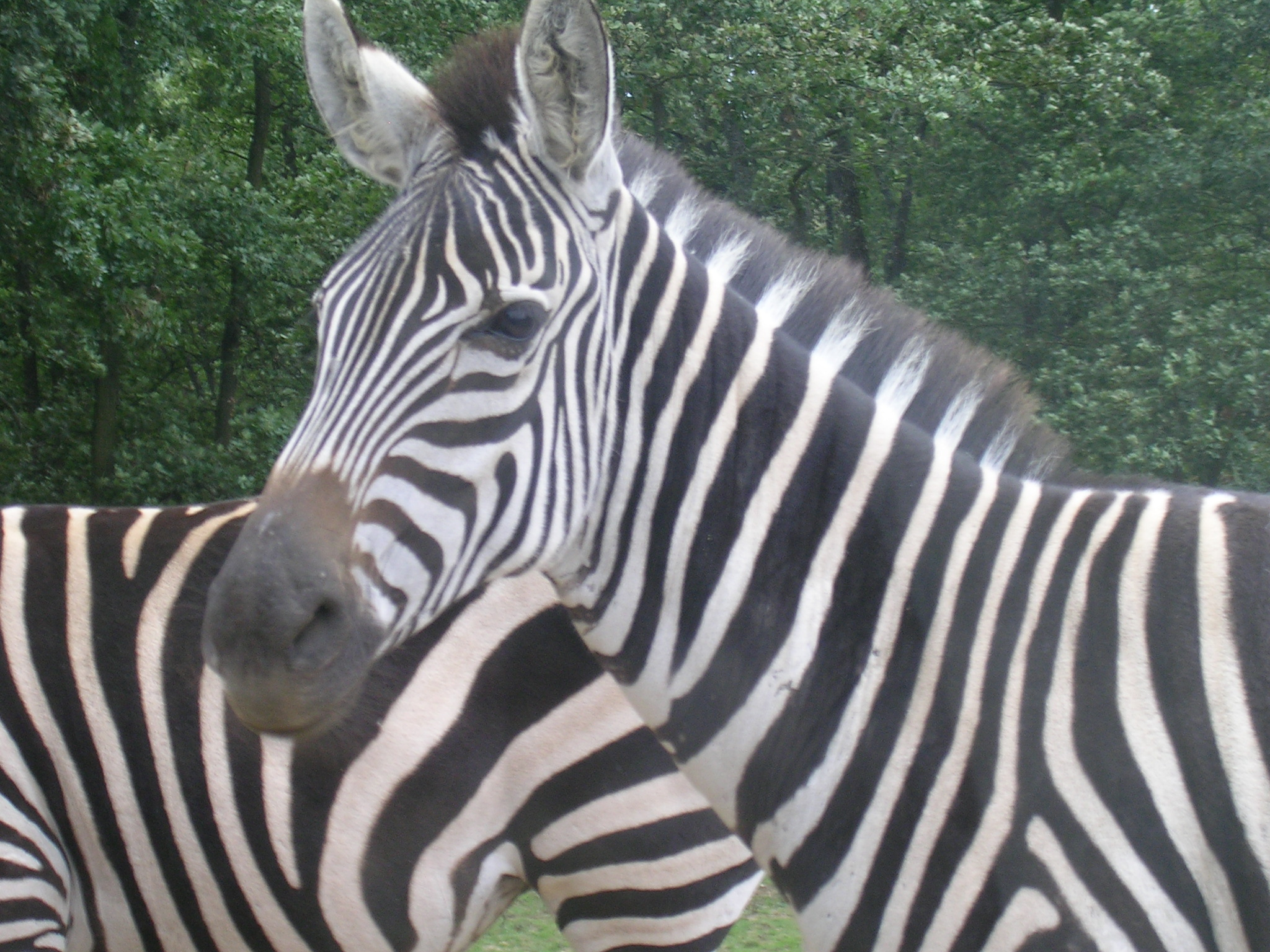
Zèbre au parc à voiture

La partie du parc qui est accessible aux voitures présente 140 animaux de 20 espèces. Le visiteur y côtoie les animaux au sein de leurs environnements. Tout d'abord, il arrive dans une zone de restauration qui voisine l'enclos des éléphants d'Afrique. Puis, il parcourt deux savanes africaines reconstituées. Ensuite, un espace est dédié aux espèces d'Amérique du Nord. Le visiteur roule au milieu de bisons et d'ours noirs. Il approche aussi un enclos où vit un ours blanc. Il parcourt une dernière plaine africaine, puis regagne les parkings.

## Conservation
Le safari de Peaugres participe à des programmes européens pour les espèces menacées (EEP), qui ont pour but de maintenir les effectifs des espèces menacées de disparition et de permettre une réintégration dans leur espace naturel. Il est aussi membre de l'association Conservation des espèces et des populations animales.

### Programmes d'élevage européen

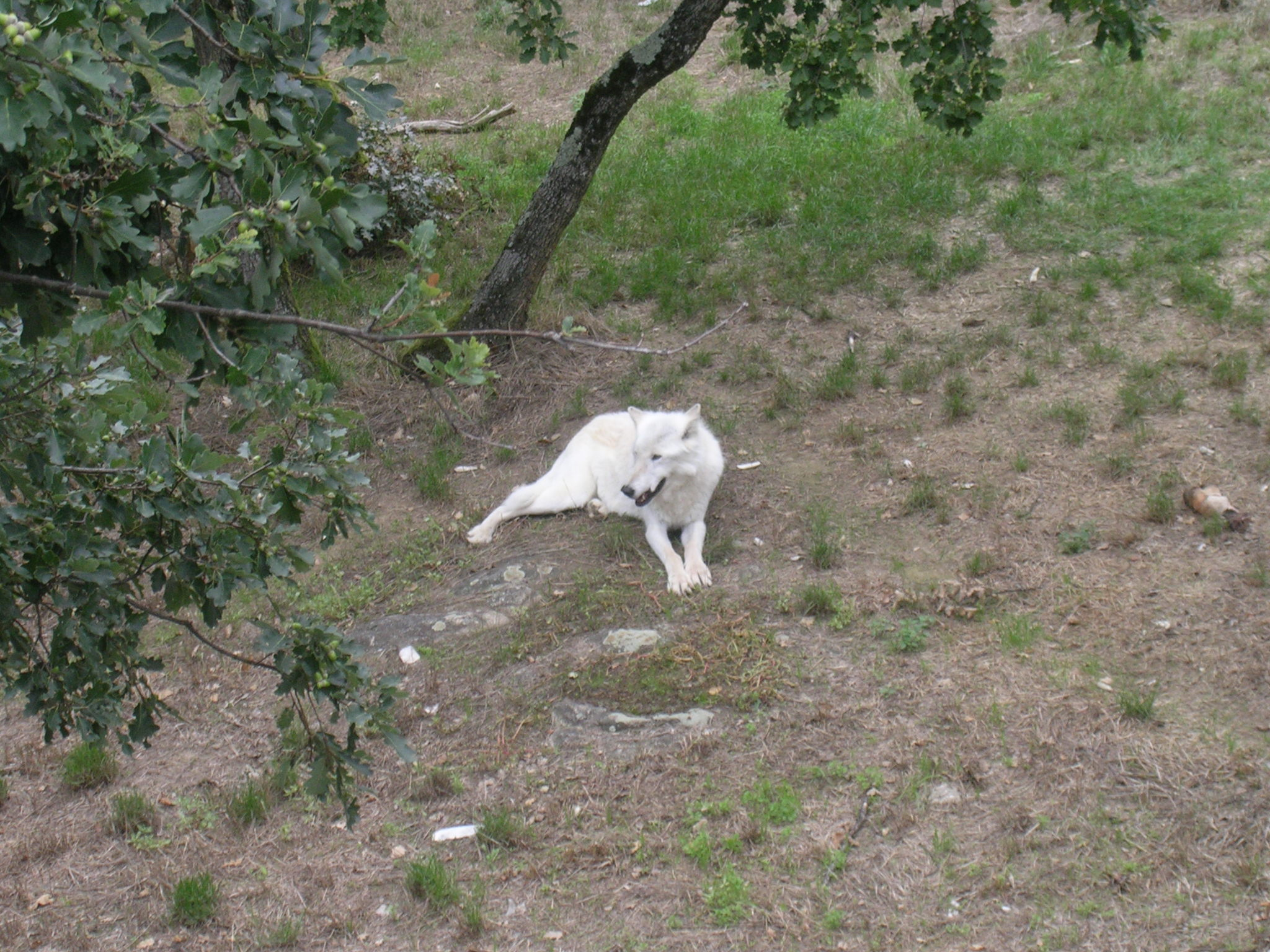
Loup Blanc

Le parc participe à 24 programmes européens pour les espèces menacées (EEP) différents :

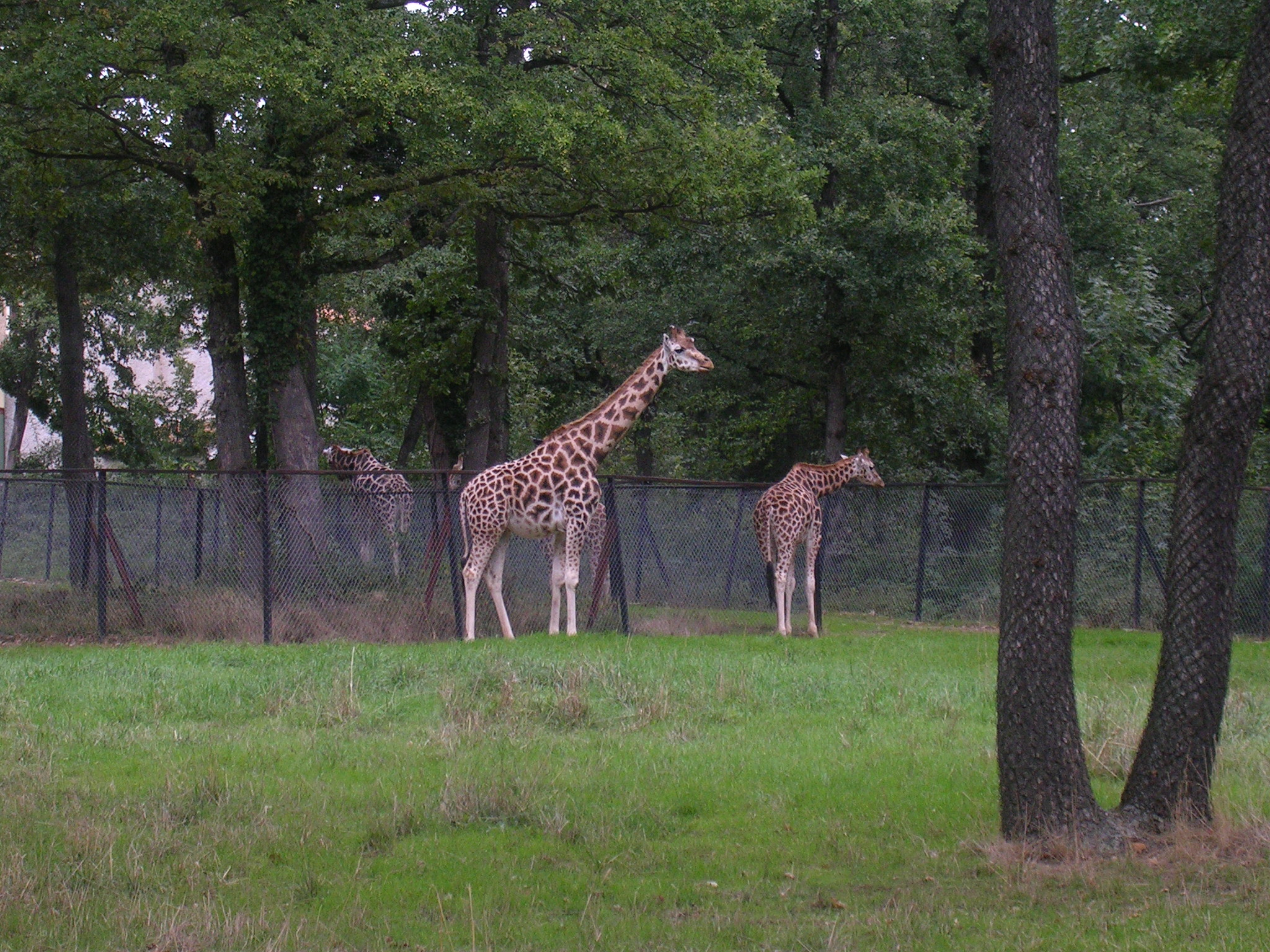
Un groupe de girafes vit dans un grand enclos du parc à pied, et un second groupe vit dans la plaine africaine du parc en voiture.

- Addax
- Bongo
- Cerfs du Viet-Nâm
- Cheval de Przewalski
- Éléphants d'Afrique
- Girafe de Rothschild
- Guépard
- Loup à crinière
- Maki vari roux
- Manchot du Cap
- Oryx d'Arabie
- Panda roux
- Panthère des neiges
- Saïmiris à face noire
- Sakis à face blanche
- Tamarin empereur
- Tamarin-lion
- Tamarin pinchés
- Tapir terrestre

## Économie
Le parc est la propriété du Groupe Thoiry Participations, dont le capital se partage entre la société de capital-investissement Ekkio Capital (actionnaire majoritaire), la famille de La Panouse et trois fonds d'investissement : BNP Paribas Développement, BRED Développement et IDF Capital,,. Ce groupe est également propriétaire de plusieurs autres établissements zoologiques, dont la Parc zoologique de Thoiry, dans les Yvelines. L'actionnaire majoritaire, la société Ekkio Capital, est elle-même détenue majoritairement par son équipe dirigeante, aux côtés de la société Luxempart, une société d’investissement cotée en bourse à Luxembourg.
Le safari de Peaugres fait partie des sites touristiques d'Auvergne-Rhône-Alpes enregistrant plus de 100 000 entrées par an. Ils sont 268 000 en 1991 et 290 000 à fréquenter le site en 1996.
Fréquentation :
| Année | Nombre de visiteurs |
| ----- | ------------------- |
| 2014  | 309 222             |
| 2015  | 290 016             |
| 2016  | 299 995             |
| 2017  | 311 900             |
| 2018  | 314 000             |